# Parafia św. Bartłomieja Apostoła w Tucholi
Parafia Świętego Bartłomieja Apostoła – rzymskokatolicka parafia znajdująca się w Tucholi. Parafia należy do diecezji pelplińskiej i dekanatu Tuchola.

## Zasięg parafii
Do parafii należą wierni z Tucholi mieszkający przy ulicach: 11 Listopada, 15 Lutego, Alei LOP (nr parzyste), Bohaterów Westerplatte, Bydgoskiej (lewa strona), Cegielnianej, Ceynowy, Derdowskiego, Dmowskiego, Grunwaldzkiej (nr 7–16), Kasprowicza, Konopnickiej, Lena, Orzeszkowej, Rogali, Rotmistrza Michalskiego, Sienkiewicza, Sportowej (nr parzyste), Świeckiej (nr 65–89, 70–92), Wańkowicza, Warszawskiej 24, Stadion, Wyczółkowskiego, Żwirki i Wigury.